# Eucera vernalis
Eucera vernalis là một loài Hymenoptera trong họ Apidae. Loài này được Morawitz mô tả khoa học năm 1875.